# Michael Locke

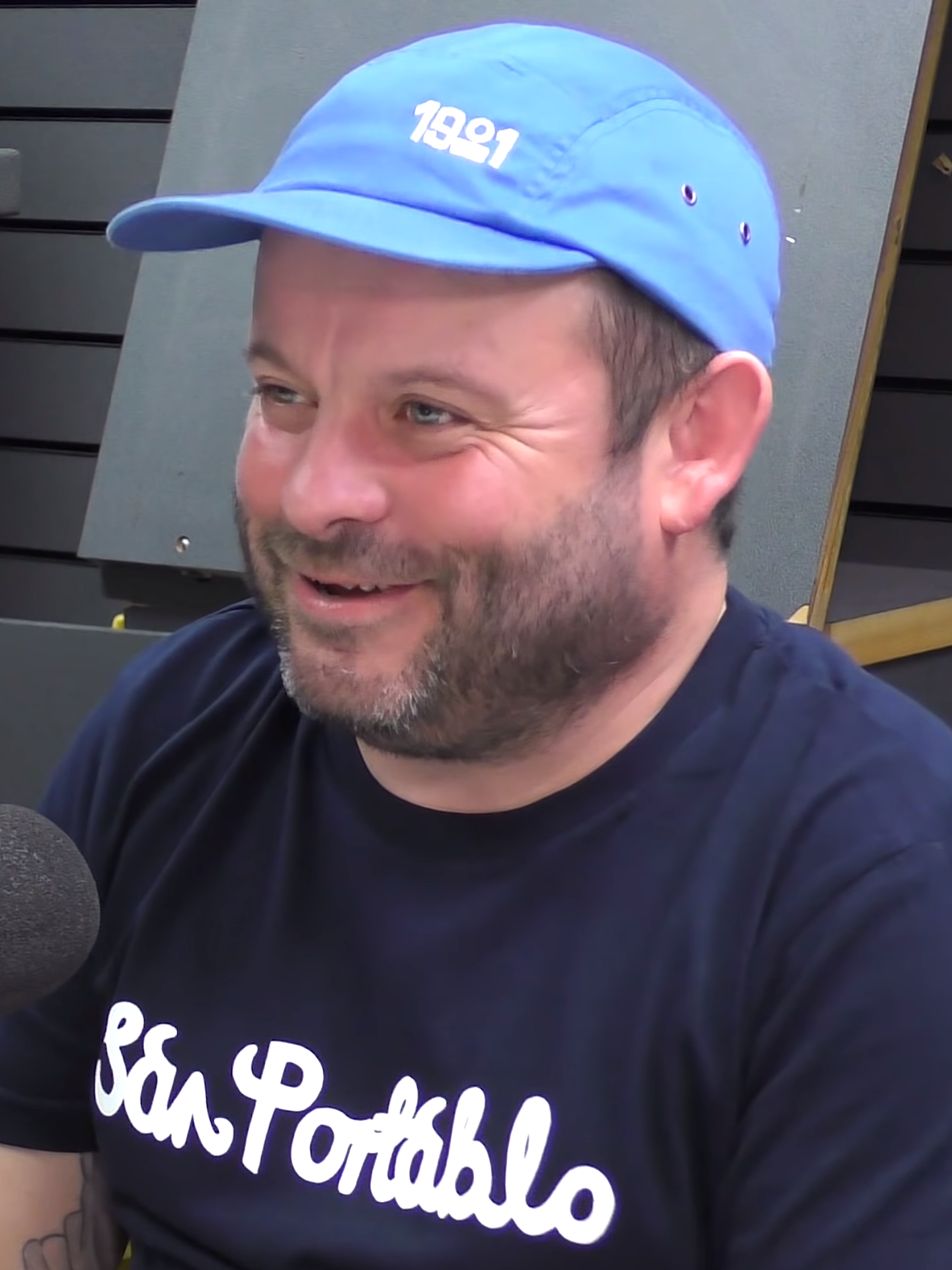
Michael Locke

Michael Richard Locke, även känd som Pancho, född den 13 mars 1979 i Baglan i Port Talbot, Wales, är en brittisk (walesisk) professionell skateboardåkare och med i tv-serien Dirty Sanchez. Han blir ofta mobbad av de andra killarna för att han är så kort. Båda hans föräldrar, Ray och Susie Locke, är korta. Han är gift och har två barn.

## Dirty Sanchez (2002-2007)
Michael är medlem i TV-serien Dirty Sanchez. Han har en tendens att somna när han dricker och blir då ofta förnedrad på något sätt av de andra medlemmarna, Lee Dainton, Matthew Pritchard och Daniel Joyce. Han är också den minsta av de fyra killarna och brukar därför alltid bli "testkaninen".
I Dirty Sanchez har Pancho bland annat:
- genomgått en fettsugningsoperation utan bedövning
- fått sitt hår och sina ögonbryn rakade
- klätt på sig en bröllopsklänning och gift sig med Pritchard i vad han trodde var ett låtsas-bröllop. Senare visade det sig att han verkligen hade blivit gift
- målat en tavla med hjälp av ett färg-lavemang
- blivit slagen i huvudet med tegelstenar, stolar, krukor, gitarrer, spadar etc.
- häftat en häftklammer i sin tunga
- fått ett cykellås om sin hals, varefter Joyce sväljer nyckeln...
- blivit sprejad grön och fått sina kläder sönderklippta för att likna Hulken
- satt en pistol intill sitt huvud, utan att veta om den var laddad eller inte, och tryckt av

## Balls of Steel (2005-2007)
Balls of Steel är en brittisk humorserie. Michael och Matthew Pritchard kallar sig själva för The Pain Men. I varje avsnitt testar de olika farligheter som folk kan råka ut för i det dagliga livet, till exempel klämma handen i en byrå eller få lök i ögonen. Därefter bedömer de smärtan på en skala mellan 1 och 10. Stunten utförs live inne i studion. Signaturmelodin som spelas när de går in på scenen heter "Danger! High Voltage!" med Electric Six.

## Death Wish Live (2006)
"Animal Attack" (Säsong 1, avsnitt 2). Michael och Matthew Pritchard blir attackerade av farliga djur. Från råttor och skunkar till krokodiler och giftiga spindlar.